# سیارک ۱۲۴۱۱
سیارک ۱۲۴۱۱ (به انگلیسی: 12411 Tannokayo، نامگذاری:1995SQ3) دوازده هزار و چهارصد و یازدهمین سیارک کشف شده‌است که در ۲۰ سپتامبر ۱۹۹۵ کشف شد.
قدر مطلق سیارک برابر ۲۴.۵ است.